# Celmo Lazzari
Celmo Lazzari CSJ (Garibaldi, 16 de junho de 1956) é prelado brasileiro da Igreja Católica Romana afiliado à Congregação de São José. Desde 2024, é o ordinário do Vicariato Apostólico de Napo, no Equador, tendo sido anteriormente do Vicariato Apostólico de San Miguel de Sucumbíos.

## Biografia
Dom Celmo nasceu na Comunidade Linha Araújo e Souza, município de Garibaldi, Rio Grande do Sul, Brasil, o sétimo dos dez filhos de Clementina Cagliari e Olímpio Lazzari (ambos falecidos).
Completou seus estudos secundário no Seminário Menor dos Padres Josefinos no Brasil, entrando no Noviciado. Emitiu os primeiros votos na congregação em 1 de março de 1975 e os perpétuos em 9 de janeiro de 1982. Estudou filosofia e teologia em Londrina, Paraná. Foi ordenado presbítero em 18 de dezembro de 1982, na comunidade de Marcorama, Garibaldi.
Depois da ordenação ocupou os seguintes cargos: Diretor da Comunidade Religiosa de Ana Rech e Reitor do Seminário Menor dos Josefinos em Caxias do Sul (1982-1987); Mestre dos Filósofos Josefinos de Caxias do Sul (1987-1989); Mestre dos Teólogos Josefinos em Porto Alegre (1990-1994); curso de formação para Formadores, no Ateneu Salesiano de Roma (1991-1992); Vigário Provincial dos PP. Josefinos no Brasil (1992-1994); Superior Provincial dos PP. Josefinos no Brasil (1994-2000); Conselheiro Geral da Congregação e Responsável das Missões dos Padres Josefinos em Roma (2000-2006); Vigário Geral da Congregação de São José (2006-2010).
Em 11 de junho de 2010, o Papa Bento XVI nomeou-o Vigário Apostólico de Napo, sendo-lhe atribuída a sé episcopal titular de Muzuca de Proconsular. Foi o primeiro josefino brasileiro a ser elevado ao episcopado, sucedendo ao seu confrade Dom Paolo Mietto, que apresentara sua renúncia em razão de sua idade. O mesmo Mietto conferiu-lhe a ordenação episcopal, que se deu na Igreja Matriz de Garibaldi, sua cidade natal, em 9 de outubro do mesmo ano, tendo como co-consagrantes Dom Nei Paulo Moretto e Dom Alessandro Carmelo Ruffinoni, CS, então bispo ordinário e coadjutor da Diocese de Caxias do Sul. Adotou como lema: "Unidos em Cristo para que o mundo creia". Sua posse se deu em Tena, na província de Napo, Equador, em 13 de novembro.
Em 21 de novembro de 2013, o Papa Francisco decidiu transferi-lo para o Vicariato Apostólico de San Miguel de Sucumbíos. Ali sucedeu novamente a Dom Paolo Mietto, que governava o vicariato provisoriamente como administrador apostólico após uma crise pastoral que se instalara ente o fim de 2010 e o início de 2011, com a renúncia do vigário Dom Frei Gonzalo López Marañón, OCD. Este questionou a decisão do Vaticano de nomear Pe. Rafael Ibarguren Schindler, um membro dos Arautos do Evangelho, como administrador apostólico do vicariato. As tensões causaram enfrentamentos entre os fiéis e a Santa Sé e medidas de força como o fechamento de alguns templos e a ocupação da Catedral de Nova Loja. Os carmelitas anunciaram sua retirada do vicariato e os Arautos colocaram o cargo de Pe. Rafael à disposição das autoridades eclesiásticas. O presidente da Conferência Episcopal do Equador, Dom Antonio Arregui, precisou intervir, chamando as partes dissidentes ao diálogo. Enfim, a nomeação de Dom Celmo como vigário pôs fim à crise pastoral. Sua posse no novo vicariato se deu em 1 de fevereiro de 2014.
Dom Celmo foi co-consagrante na ordenação episcopal de dois confrades: D. Irineu Roman, nomeado bispo-auxiliar de Belém do Pará em 2014, e Dom Adelio Pasqualotto, seu sucessor como vigário apostólico de Napo, em 2015. Entre 6 e 27 de outubro de 2019, participou do Sínodo da Amazônia, reunião que tratou de assuntos comuns aos nove países do bioma amazônico, organizados em dois eixos: pastoral católica e ambiental.
Em 23 de outubro de 2024, foi nomeado para ser novamente o vigário apostólico de Napo.